# Cercopithecus cephus
Il cefo (Cercopithecus cephus) è un primate della famiglia delle Cercopithecidae.

## Descrizione
La lunghezza del corpo può raggiungere i 52 cm, quella della coda i 70 cm, il peso medio è di 4 kg. Come per gli altri cercopitechi, vi è un notevole dimorfismo sessuale, con il maschio più grande della femmina. Il colore del corpo è grigio-marrone sul lato dorsale e quasi bianco sul lato ventrale. Il muso è variamente colorato: le basette sono bianco-giallastre, intorno agli occhi vi è una zona blu e sopra il labbro superiore vi è una striscia bianca.

## Distribuzione e habitat
La specie è presente in Camerun, Gabon, Repubblica Democratica del Congo e nell'Angola settentrionale. L'habitat è prevalentemente la foresta tropicale.

## Biologia
Conducono vita arboricola e l'attività è diurna, vivendo in gruppi formati da un maschio adulto, diverse femmine e cuccioli. Si nutrono soprattutto di frutta, ma la dieta comprende anche semi e altri vegetali, uova e piccoli animali. La maturità sessuale è raggiunta in circa 5 anni.